# GP2 Asia Series
La GP2 Asia Series è stata una serie automobilistica di supporto alla GP2.

## Storia
La nascita della serie fu ufficialmente annunciata durante il weekend del Gran Premio di Monaco 2007. L'organizzatore della GP2 Bruno Michel dichiarò che: 

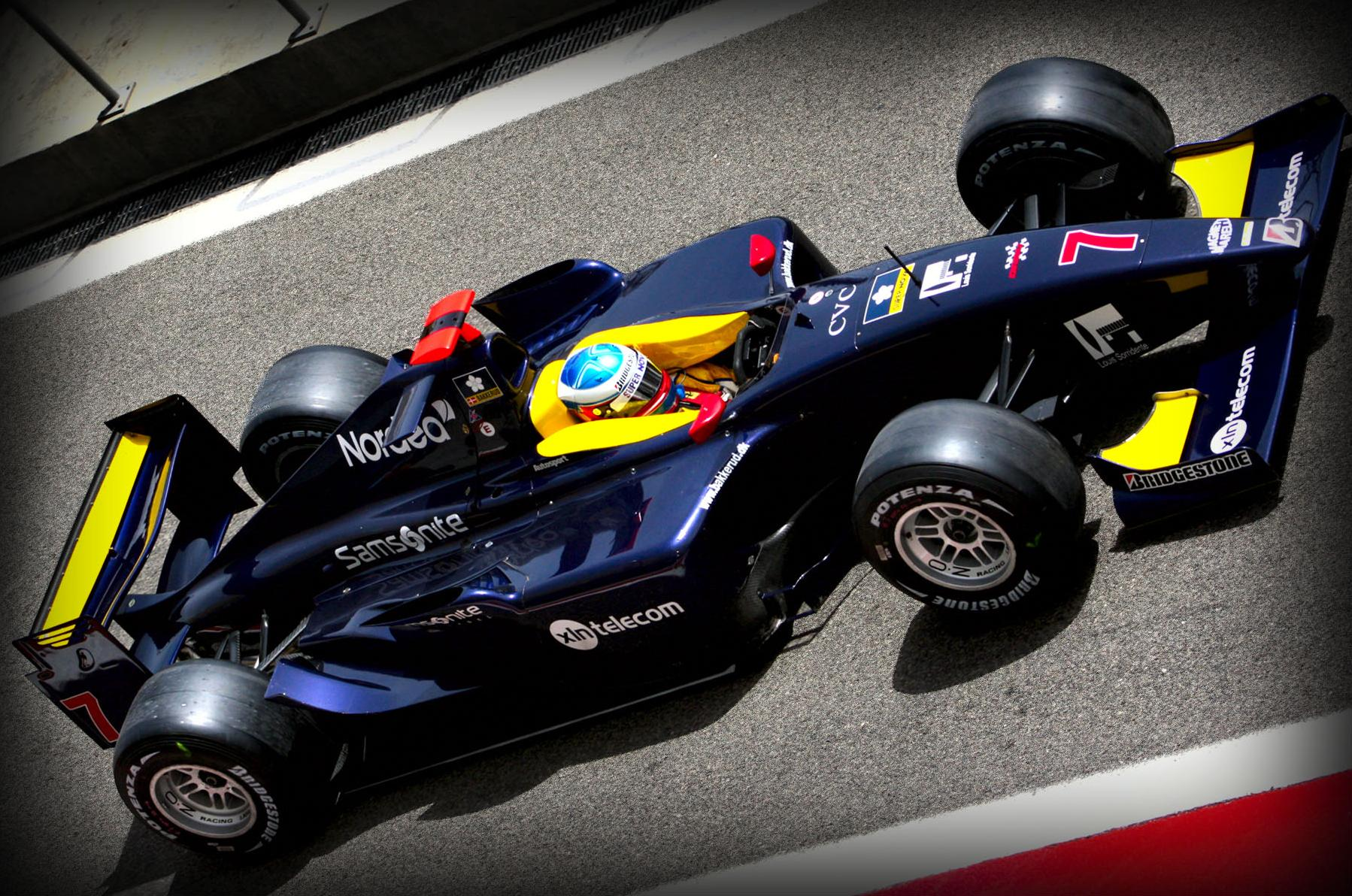
Christian Bakkerud alla guida della Super Nova durante la prima stagione.

Lo scopo della serie era quello di supportare la crescita dello sport motoristico in zone ove esso è ancora poco diffuso. Vista la difficoltà di promuovere eventi motoristici in Asia, ogni squadra era invitata a schierare almeno un pilota che non avesse un passaporto di un paese dell'Europa dell'Est e delle Americhe (Nord e Sud). Per alcuni casi dubbi, quali la Turchia e la Russia, si era deciso di non includere i piloti di questi paesi nella lista di quelli europei.
La prima stagione si tenne fra gennaio e aprile 2008, con cinque weekend di gara, composti da due gran premi ciascuno. Si corse sui tracciati della Speedcar Series, compresi eventi in Malesia e in Bahrain che erano volti a pubblicizzare i Gran Premi del campionato di Formula 1. Questa prima edizione, nel 2008, andò al francese Romain Grosjean con 4 vittorie e 60 punti conquistati. Nonostante le premesse, nella prima stagione, quattro delle 13 squadre optarono per far scendere in pista due corridori non asiatici, con l'accordo che uno dei loro piloti sarebbe stato un ghost driver ovvero un "pilota fantasma", il quale non avrebbe ricevuto il premio in denaro per aver partecipato alla competizione.
La seconda e terza stagione si disputarono nella interstagione, fra un campionato della Main Series e un altro. Nel 2008-2009 la vittoria venne conquistata dal giapponese Kamui Kobayashi, mentre nel 2009-2010 da Davide Valsecchi. Già in questa stagione il numero di gare venne fortemente ridotto, con soli 4 doppi appuntamenti, corsi su due soli tracciati, il circuito di Yas Marina e il circuito di Sakhir.
La quarta e ultima edizione, nel 2011, vide la cancellazione delle gare previste in Bahrain per i problemi politici del Paese e la loro sostituzione con un doppio appuntamento a Imola. La serie venne vinta dallo stesso pilota che si era aggiudicato la prima edizione, Romain Grosjean.
Nel luglio 2011 gli organizzatori comunicarono che la serie asiatica sarebbe stata conglobata nella serie principale, che quindi avrebbe previsto anche gare extraeuropee.

## Albo d'oro
| Stagione  | Campione         | Secondo           | Terzo               | Team campione        |
| --------- | ---------------- | ----------------- | ------------------- | -------------------- |
| 2008      | Romain Grosjean  | Sébastien Buemi   | Vitalij Petrov      | ART Grand Prix       |
| 2008-2009 | Kamui Kobayashi  | Jérôme d'Ambrosio | Roldán Rodríguez    | DAMS                 |
| 2009-2010 | Davide Valsecchi | Luca Filippi      | Giacomo Ricci       | ISport International |
| 2011      | Romain Grosjean  | Jules Bianchi     | Giedo van der Garde | DAMS                 |